# Orgelbøsse
En Orgelbøsse eller ribauldequin (også kendt som rabauld, ribault og ribaudkin) var middelalderligt artellerivåben, der havde en række jernløb i lav kaliber, der kunne affyres samtidig. Den var i brug i 1300- og 1400-tallet, og de blev især brugt i 1400-tallet, hvor de hovedsageligt blev anvendt som antipersonelvåben. Navnet orgelbøsse kommer fordi de mange løb minder om et orgel.
Den første kendte orgelbøsse blev brugt i Edvard 3. af Englands hær i 1339 i Frankrig under hundredårskrigen: Edvards orgelbøsser havde 12 løb, som affyrede salver med 12 kugler. Hertugdømmet Milano og flere andre i de italienske krige anvendte 9-løbede orgelbøsser.
Under rosekrigene blev orgelbøsser ligeledes anvendt. Under det andet slag ved St Albans brugte burdundiske tropper under Huset York våbnet mod Huset Lancasters hær, der blev ledet af dronning Margaret af Anjou. I Østeuropa brugte Stefan 3. af Moldavien i 1475 en større version af orgelbøssen, hvilket blev beskrevet af den polske kronikør Marcin Bielski.
Som en tidlig form for flerløbet skydevåben, betragtes orgelbøssen nogle gange som en forgænger for 1800-tallets mitrailleuse.
- Orgelbøsser tegnet af Leonardo da Vinci
- Rekonstrueret orgelbøsse på den franske borg Château de Castelnaud (en)